# 2011 en catch
Chronologie du catch
- 2010 en catch - 2011 en catch - 2012 en catch

Les faits marquants de l'année 2011 en catch

## Décès en 2011
- Randy Savage (connu sous le nom de Randy "Macho Man" Savage), décédé à 58 ans à la suite d'une crise cardiaque dans sa voiture[1].
- Larry Sweeney, mort par suicide à l'âge de 29 ans[2]
- Doctor X (en), assassiné d'une balle dans la tête à l'âge de 43 ans[3].
- Bison Smith (en), 38 ans[réf. nécessaire].